# 米哈伊利夫卡 (文尼察區)
49°11′52″N 28°43′29″E / 49.19778°N 28.72472°E
米哈伊利夫卡（烏克蘭語：Михайлівка）是位於烏克蘭西南部的村莊，由文尼察州文尼察區的沃羅諾維齊亞市鎮負責管轄。該村始建於1510年，面積2.18平方公里，海拔高度283米，2001年人口906，人口密度每平方公里414.84人。